# 서울숭신초등학교
서울숭신초등학교(서울崇信初等學校)는 대한민국 서울특별시 성동구 하왕십리동에 위치한 공립 초등학교이다. 본래 종로구 숭인동에 위치하였으나 도심 인구 공동화 현상으로 현재의 장소로 이전하였으며, 옛 자리에는 본래 중학교가 들어설 예정이었으나, 이후 서울다솜학교가 이전하였다. 이전에 따라 교육지원청 경계를 넘어 이전한 학교가 되었고, 또한 원도심의 일부 학생들은 교육지원청 경계를 넘어 초등학교를 배정받게 됐다.

## 학교 연혁
- 1959년 4월 3일 : 개교
- 2015년 8월 24일 : 현 위치로 이전[3]

## 참고 자료
- 서울숭신초등학교 - 한국교육학술정보원 학교알리미